# Ладзаротто, Джузеппе
Джузеппе Ладзаротто (итал. Giuseppe Lazzarotto; род. 24 мая 1942 года, Сан-Надзарио, Италия) — итальянский куриальный прелат и дипломат Святого Престола. Титулярный архиепископ Нуманы с 23 июля 1994. Апостольский нунций в Иордании и Ираке с 23 июля 1994 по 11 ноября 2000. Апостольский нунций в Ирландии с 11 ноября 2000 по 22 декабря 2007. Апостольский нунций в Австралии с 22 декабря 2007 по 11 ноября 2012. Апостольский нунций на Кипре 30 августа 2012 по 28 августа 2017. Апостольский нунций в Израиле и апостольский делегат в Иерусалиме и Палестине с 11 ноября 2012 по 28 августа 2017.

## Биография
24 мая 1942 года родился в Сан-Надзарио в области Венеция.
1 апреля 1967 года рукополжен в священники в Падуе.
В 1971 году получил степень доктора каноического права и поступил на дипломатическую службу Святого престола.
Служил апостольских нунциатурах в Замбии, Бельгии и на Кубе, в 1982—1984 годах. в Апостольской делегации в Иерусалиме и в Государственном Секретариате Святого Престола в отделе отношений с государствами.
С 23 июля 1994 года — титулярный архиепископ Нуманы, апостольский нунций в Иордании и Ираке. 7 октября 1994 года рукоположен во епископы.
С 11 ноября 2000 года — апостольский нунций в Ирландии. В 2006 году стал членом ирландского наместничества ордена Святого Гроба Господнего Иерусалимского. С 22 декабря 2007 года — апостольский нунций в Австралии.
С 11 ноября 2012 года — апостольский нунций в Израиле и апостольский делегат в Иерусалиме и Палестине, а с 30 августа 2012 года, одновременно, апостольский нунций на Кипре.

## Владение языками
Говорит на итальянском, английском, французском и испанском языках.

## Награды
- Командор со звездой ордена Святого Гроба Господнего Иерусалимского[1].